# سونيا آيسنبرج
سونيا آيسنبرج (بالإنجليزية: Sonja Eisenberg)‏ هي رسامة أمريكية، ولدت في 1926.